# Llista de topònims de Cervià de les Garrigues
Llista de topònims (noms propis de lloc) del municipi de Cervià de les Garrigues, a les Garrigues
Informació actualitzada per un bot. Els canvis manuals es perdran quan s'actualitzi!

## cabana
| imatge | Nom                              | Ubicat a                | instància de | Detalls | coordenades                                                          | Protecció | Commons (més fotos) | Dades a WD                    |
| ------ | -------------------------------- | ----------------------- | ------------ | ------- | -------------------------------------------------------------------- | --------- | ------------------- | ----------------------------- |
|        | Cabana el Mateuet                | Cervià de les Garrigues | cabana       |         | 41° 26′ 47″ N, 0° 51′ 29″ E / 41.4463893326859°N,0.8579383642974°E   |           |                     | Modifica les dades a Wikidata |
|        | Pallissa el Frari                | Cervià de les Garrigues | cabana       |         | 41° 27′ 08″ N, 0° 49′ 26″ E / 41.4522170945872°N,0.823903063450258°E |           |                     | Modifica les dades a Wikidata |
|        | Pallissa el Gili                 | Cervià de les Garrigues | cabana       |         | 41° 25′ 34″ N, 0° 53′ 15″ E / 41.4261042800929°N,0.887541112457109°E |           |                     | Modifica les dades a Wikidata |
|        | Pallissa el Marconet             | Cervià de les Garrigues | cabana       |         | 41° 26′ 50″ N, 0° 52′ 25″ E / 41.4471825085072°N,0.873498018992601°E |           |                     | Modifica les dades a Wikidata |
|        | cabana de l'Estanquer            | Cervià de les Garrigues | cabana       |         | 41° 26′ 03″ N, 0° 52′ 16″ E / 41.4340799032991°N,0.871185172100336°E |           |                     | Modifica les dades a Wikidata |
|        | cabana de la Coixa               | Cervià de les Garrigues | cabana       |         | 41° 27′ 34″ N, 0° 49′ 20″ E / 41.4595239211469°N,0.822126187782195°E |           |                     | Modifica les dades a Wikidata |
|        | cabana de la Marianna            | Cervià de les Garrigues | cabana       |         | 41° 26′ 27″ N, 0° 49′ 39″ E / 41.440961151814°N,0.82736741609827°E   |           |                     | Modifica les dades a Wikidata |
|        | cabana del Menina                | Cervià de les Garrigues | cabana       |         | 41° 26′ 28″ N, 0° 49′ 19″ E / 41.4412175505296°N,0.821876835209788°E |           |                     | Modifica les dades a Wikidata |
|        | cabana del Peroi                 | Cervià de les Garrigues | cabana       |         | 41° 27′ 44″ N, 0° 50′ 46″ E / 41.4623467123099°N,0.846229915201177°E |           |                     | Modifica les dades a Wikidata |
|        | corral del Bossut                | Cervià de les Garrigues | cabana       |         | 41° 27′ 09″ N, 0° 50′ 53″ E / 41.4524297881929°N,0.848126394849913°E |           |                     | Modifica les dades a Wikidata |
|        | corral del Marquès del Frari     | Cervià de les Garrigues | cabana       |         | 41° 27′ 25″ N, 0° 50′ 25″ E / 41.4569098883547°N,0.840160278722838°E |           |                     | Modifica les dades a Wikidata |
|        | corral del Xotreta               | Cervià de les Garrigues | cabana       |         | 41° 27′ 44″ N, 0° 50′ 23″ E / 41.4621057825931°N,0.839628600622995°E |           |                     | Modifica les dades a Wikidata |
|        | pallissa de la Vallseca el Capot | Cervià de les Garrigues | cabana       |         | 41° 27′ 12″ N, 0° 49′ 51″ E / 41.4533205485465°N,0.830821736530317°E |           |                     | Modifica les dades a Wikidata |
|        | pallissa del Joanet              | Cervià de les Garrigues | cabana       |         | 41° 26′ 31″ N, 0° 51′ 36″ E / 41.4419792483066°N,0.860046486125553°E |           |                     | Modifica les dades a Wikidata |
|        | pallissa del Mestret             | Cervià de les Garrigues | cabana       |         | 41° 26′ 59″ N, 0° 51′ 05″ E / 41.4497545064205°N,0.851482947159627°E |           |                     | Modifica les dades a Wikidata |
|        | pallissa del Rovellat            | Cervià de les Garrigues | cabana       |         | 41° 27′ 08″ N, 0° 50′ 51″ E / 41.4523477021296°N,0.847590388678224°E |           |                     | Modifica les dades a Wikidata |

## casa
| imatge | Nom         | Ubicat a                | instància de | Detalls                     | coordenades                                                                            | Protecció                                  | Commons (més fotos) | Dades a WD                    |
| ------ | ----------- | ----------------------- | ------------ | --------------------------- | -------------------------------------------------------------------------------------- | ------------------------------------------ | ------------------- | ----------------------------- |
|        | Cal Gassol  | Cervià de les Garrigues | casa         | Estil: arquitectura popular | 41° 25′ 28″ N, 0° 51′ 34″ E / 41.42435°N,0.85939°E ca:Carrer Francesc Palau, 11        | bé integrant del patrimoni cultural català |                     | Modifica les dades a Wikidata |
|        | Cal Manresa | Cervià de les Garrigues | casa         | Estil: arquitectura barroca | 41° 25′ 29″ N, 0° 51′ 32″ E / 41.42472°N,0.85884°E ca:Carrer Major, 1 / Carrer del Riu | bé integrant del patrimoni cultural català |                     | Modifica les dades a Wikidata |
|        | Cal Mateuet | Cervià de les Garrigues | casa         | Estil: arquitectura popular | 41° 25′ 29″ N, 0° 51′ 38″ E / 41.42467°N,0.86048°E ca:Carrer d'Albi, 30                | bé integrant del patrimoni cultural català |                     | Modifica les dades a Wikidata |
|        | Cal Melquis | Cervià de les Garrigues | casa         | Estil: arquitectura popular | 41° 25′ 28″ N, 0° 51′ 30″ E / 41.42458°N,0.85824°E ca:Carrer Major, 22                 | bé integrant del patrimoni cultural català |                     | Modifica les dades a Wikidata |

## església
| imatge | Nom                                    | Ubicat a                | instància de     | Detalls                         | coordenades                                                                 | Protecció                                  | Commons (més fotos)       | Dades a WD                    |
| ------ | -------------------------------------- | ----------------------- | ---------------- | ------------------------------- | --------------------------------------------------------------------------- | ------------------------------------------ | ------------------------- | ----------------------------- |
|        | Sant Blai                              | Cervià de les Garrigues | església capella | Estat: ruïnós                   | 41° 26′ 25″ N, 0° 51′ 06″ E / 41.4403005690925°N,0.851651296967054°E        |                                            |                           | Modifica les dades a Wikidata |
|        | Sant Miquel de Cervià de les Garrigues | Cervià de les Garrigues | església         | Estil: arquitectura neoclàssica | 41° 25′ 29″ N, 0° 51′ 33″ E / 41.424780555556°N,0.85923888888889°E 443 msnm | bé cultural d'interès local                | Sant Miquel de Cervià     | Modifica les dades a Wikidata |
|        | Santa Maria de les Besses              | Cervià de les Garrigues | església ermita  | Estil: arquitectura romànica    | 41° 25′ 48″ N, 0° 49′ 43″ E / 41.4299°N,0.82866°E                           | bé integrant del patrimoni cultural català | Santa Maria de les Besses | Modifica les dades a Wikidata |

## font
| imatge | Nom                             | Ubicat a                | instància de | Detalls                                      | coordenades                                                               | Protecció                                  | Commons (més fotos) | Dades a WD                    |
| ------ | ------------------------------- | ----------------------- | ------------ | -------------------------------------------- | ------------------------------------------------------------------------- | ------------------------------------------ | ------------------- | ----------------------------- |
|        | font de Cervià de les Garrigues | Cervià de les Garrigues | font         | Estil: arquitectura neoclàssica 18th century | 41° 25′ 30″ N, 0° 51′ 32″ E / 41.425°N,0.85888888888889°E ca:Plaça Major. | bé integrant del patrimoni cultural català |                     | Modifica les dades a Wikidata |
|        | font de les Besses              | Cervià de les Garrigues | font         |                                              | 41° 25′ 42″ N, 0° 49′ 41″ E / 41.428306°N,0.828139°E 376 msnm             |                                            | Font de les Besses  | Modifica les dades a Wikidata |
|        | font dels Vilars                | Cervià de les Garrigues | font         |                                              | 41° 26′ 34″ N, 0° 49′ 33″ E / 41.4427533643605°N,0.825931085973313°E      |                                            |                     | Modifica les dades a Wikidata |

## granja
| imatge | Nom                  | Ubicat a                | instància de | Detalls | coordenades                                                          | Protecció | Commons (més fotos) | Dades a WD                    |
| ------ | -------------------- | ----------------------- | ------------ | ------- | -------------------------------------------------------------------- | --------- | ------------------- | ----------------------------- |
|        | Granja del Baiget    | Cervià de les Garrigues | granja       |         | 41° 25′ 26″ N, 0° 52′ 27″ E / 41.4239107249735°N,0.874078286129108°E |           |                     | Modifica les dades a Wikidata |
|        | Granja del Camil·lo  | Cervià de les Garrigues | granja       |         | 41° 25′ 23″ N, 0° 51′ 52″ E / 41.423065369942°N,0.864425220823235°E  |           |                     | Modifica les dades a Wikidata |
|        | Granja del Cilatxo   | Cervià de les Garrigues | granja       |         | 41° 26′ 22″ N, 0° 51′ 13″ E / 41.4394004069802°N,0.853608034772131°E |           |                     | Modifica les dades a Wikidata |
|        | Granja del Madruenyo | Cervià de les Garrigues | granja       |         | 41° 25′ 26″ N, 0° 52′ 20″ E / 41.4240015767876°N,0.872172669035788°E |           |                     | Modifica les dades a Wikidata |
|        | Granja del Ramos     | Cervià de les Garrigues | granja       |         | 41° 26′ 17″ N, 0° 48′ 32″ E / 41.437952697934°N,0.808844219128489°E  |           |                     | Modifica les dades a Wikidata |
|        | Granja el Frari      | Cervià de les Garrigues | granja       |         | 41° 25′ 39″ N, 0° 51′ 24″ E / 41.4276308660792°N,0.856628627050983°E |           |                     | Modifica les dades a Wikidata |

## jaciment arqueològic
| imatge | Nom                      | Ubicat a                | instància de         | Detalls | coordenades                                          | Protecció                                  | Commons (més fotos) | Dades a WD                    |
| ------ | ------------------------ | ----------------------- | -------------------- | ------- | ---------------------------------------------------- | ------------------------------------------ | ------------------- | ----------------------------- |
|        | Abric de les Besses      | Cervià de les Garrigues | jaciment arqueològic |         | 41° 25′ 58″ N, 0° 49′ 37″ E / 41.4328°N,0.826839°E   | bé integrant del patrimoni cultural català |                     | Modifica les dades a Wikidata |
|        | Camí del Riu de l'Osó II | Cervià de les Garrigues | jaciment arqueològic |         | 41° 25′ 59″ N, 0° 48′ 49″ E / 41.432937°N,0.813732°E | bé integrant del patrimoni cultural català |                     | Modifica les dades a Wikidata |
|        | Catalanet                | Cervià de les Garrigues | jaciment arqueològic |         | 41° 26′ 41″ N, 0° 48′ 10″ E / 41.444797°N,0.802789°E | bé integrant del patrimoni cultural català |                     | Modifica les dades a Wikidata |
|        | Lo Reboll de Vicenç II   | Cervià de les Garrigues | jaciment arqueològic |         | 41° 25′ 54″ N, 0° 48′ 44″ E / 41.431701°N,0.812121°E |                                            |                     | Modifica les dades a Wikidata |
|        | Plans de l'Hostal II     | Cervià de les Garrigues | jaciment arqueològic |         | 41° 26′ 28″ N, 0° 48′ 29″ E / 41.441225°N,0.808032°E | bé integrant del patrimoni cultural català |                     | Modifica les dades a Wikidata |
|        | els Hospitalets          | Cervià de les Garrigues | jaciment arqueològic |         | 41° 26′ 35″ N, 0° 48′ 16″ E / 41.442937°N,0.804527°E | bé integrant del patrimoni cultural català |                     | Modifica les dades a Wikidata |
|        | jaciment de l'Hostal     | Cervià de les Garrigues | jaciment arqueològic |         | 41° 26′ 23″ N, 0° 48′ 45″ E / 41.439726°N,0.812465°E | bé integrant del patrimoni cultural català |                     | Modifica les dades a Wikidata |

## masia
| imatge | Nom                   | Ubicat a                | instància de | Detalls | coordenades                                                          | Protecció | Commons (més fotos) | Dades a WD                    |
| ------ | --------------------- | ----------------------- | ------------ | ------- | -------------------------------------------------------------------- | --------- | ------------------- | ----------------------------- |
|        | Mas Gran del Xurillet | Cervià de les Garrigues | masia        |         | 41° 25′ 02″ N, 0° 48′ 36″ E / 41.4173477643194°N,0.809920091943168°E |           |                     | Modifica les dades a Wikidata |
|        | Mas de l'Eugènio      | Cervià de les Garrigues | masia        |         | 41° 24′ 52″ N, 0° 48′ 19″ E / 41.4145468314542°N,0.805204466251045°E |           |                     | Modifica les dades a Wikidata |
|        | Mas del Baiget        | Cervià de les Garrigues | masia        |         | 41° 25′ 05″ N, 0° 48′ 16″ E / 41.418106451041°N,0.80434877634305°E   |           |                     | Modifica les dades a Wikidata |
|        | Mas del Boldú         | Cervià de les Garrigues | masia        |         | 41° 26′ 17″ N, 0° 52′ 14″ E / 41.4381216401157°N,0.870574287563513°E |           |                     | Modifica les dades a Wikidata |
|        | Mas del Catalanet     | Cervià de les Garrigues | masia        |         | 41° 26′ 32″ N, 0° 48′ 13″ E / 41.4421831040762°N,0.803507024958551°E |           |                     | Modifica les dades a Wikidata |
|        | Mas del Dentista      | Cervià de les Garrigues | masia        |         | 41° 26′ 27″ N, 0° 51′ 53″ E / 41.440857548334°N,0.86462521701835°E   |           |                     | Modifica les dades a Wikidata |
|        | Mas del Llorenç       | Cervià de les Garrigues | masia        |         | 41° 26′ 39″ N, 0° 49′ 50″ E / 41.4440928494271°N,0.830566633144383°E |           |                     | Modifica les dades a Wikidata |
|        | Mas del Manresa       | Cervià de les Garrigues | masia        |         | 41° 26′ 34″ N, 0° 50′ 11″ E / 41.4428900267147°N,0.836519796871349°E |           |                     | Modifica les dades a Wikidata |
|        | Mas del Mateuet       | Cervià de les Garrigues | masia        |         | 41° 26′ 23″ N, 0° 51′ 47″ E / 41.4397089789321°N,0.862921903280075°E |           |                     | Modifica les dades a Wikidata |
|        | Mas del Mestret       | Cervià de les Garrigues | masia        |         | 41° 26′ 26″ N, 0° 50′ 35″ E / 41.4405605998918°N,0.84292900228828°E  |           |                     | Modifica les dades a Wikidata |
|        | Mas del Reboll        | Cervià de les Garrigues | masia        |         | 41° 25′ 32″ N, 0° 48′ 35″ E / 41.425469840096°N,0.809814594496169°E  |           |                     | Modifica les dades a Wikidata |
|        | Mas del Roer          | Cervià de les Garrigues | masia        |         | 41° 26′ 11″ N, 0° 51′ 41″ E / 41.4363554876981°N,0.861308474784008°E |           |                     | Modifica les dades a Wikidata |
|        | Mas del Salvadoret    | Cervià de les Garrigues | masia        |         | 41° 24′ 51″ N, 0° 48′ 48″ E / 41.4142786691566°N,0.813349369025023°E |           |                     | Modifica les dades a Wikidata |
|        | Mas del Vilar         | Cervià de les Garrigues | masia        |         | 41° 26′ 28″ N, 0° 49′ 51″ E / 41.4410061576958°N,0.830705391627968°E |           |                     | Modifica les dades a Wikidata |
|        | Mas del Xurillet      | Cervià de les Garrigues | masia        |         | 41° 24′ 30″ N, 0° 48′ 34″ E / 41.408296676669°N,0.80946456449929°E   |           |                     | Modifica les dades a Wikidata |
|        | Maset del Salvadoret  | Cervià de les Garrigues | masia        |         | 41° 24′ 39″ N, 0° 48′ 29″ E / 41.4107364929658°N,0.808012683582222°E |           |                     | Modifica les dades a Wikidata |
|        | Xalet del Roer        | Cervià de les Garrigues | masia        |         | 41° 26′ 11″ N, 0° 51′ 44″ E / 41.4362652652129°N,0.862268926827518°E |           |                     | Modifica les dades a Wikidata |
|        | l'Hostal              | Cervià de les Garrigues | masia        |         | 41° 26′ 26″ N, 0° 48′ 17″ E / 41.440631413218°N,0.80478626581362°E   |           |                     | Modifica les dades a Wikidata |

## molí d'aigua
| imatge | Nom                | Ubicat a                | instància de | Detalls                     | coordenades                                                          | Protecció                                  | Commons (més fotos) | Dades a WD                    |
| ------ | ------------------ | ----------------------- | ------------ | --------------------------- | -------------------------------------------------------------------- | ------------------------------------------ | ------------------- | ----------------------------- |
|        | Molí Nou           | Cervià de les Garrigues | molí d'aigua |                             | 41° 26′ 03″ N, 0° 49′ 01″ E / 41.434185°N,0.817081°E                 |                                            |                     | Modifica les dades a Wikidata |
|        | Molí de les Besses | Cervià de les Garrigues | molí d'aigua | Estil: arquitectura popular | 41° 25′ 44″ N, 0° 49′ 41″ E / 41.428926°N,0.828143°E ca:Les Besses   | bé integrant del patrimoni cultural català | Molí de les Besses  | Modifica les dades a Wikidata |
|        | Molí el Flari      | Cervià de les Garrigues | molí d'aigua |                             | 41° 25′ 02″ N, 0° 52′ 50″ E / 41.4171653465518°N,0.880460390580219°E |                                            |                     | Modifica les dades a Wikidata |

## muntanya
| imatge | Nom                   | Ubicat a                                    | instància de | Detalls | coordenades                                                         | Protecció | Commons (més fotos)  | Dades a WD                    |
| ------ | --------------------- | ------------------------------------------- | ------------ | ------- | ------------------------------------------------------------------- | --------- | -------------------- | ----------------------------- |
|        | Muntanya del Socarrat | Cervià de les Garrigues                     | muntanya     |         | 41° 26′ 42″ N, 0° 51′ 43″ E / 41.44488889°N,0.86202778°E 593.4 msnm |           |                      | Modifica les dades a Wikidata |
|        | Punta de l'Hospitalet | Cervià de les Garrigues                     | muntanya     |         | 41° 25′ 42″ N, 0° 47′ 58″ E / 41.42841667°N,0.7995°E 484.9 msnm     |           |                      | Modifica les dades a Wikidata |
|        | Punta de la Coixa     | Castelldans Cervià de les Garrigues         | muntanya     |         | 41° 27′ 41″ N, 0° 49′ 06″ E / 41.4613°N,0.818444°E 517.1 msnm       |           |                      | Modifica les dades a Wikidata |
|        | Punta de la Devesa    | Cervià de les Garrigues                     | muntanya     |         | 41° 25′ 22″ N, 0° 52′ 49″ E / 41.4228°N,0.880169°E 566.2 msnm       |           |                      | Modifica les dades a Wikidata |
|        | Punta de la Figuera   | Cervià de les Garrigues Juncosa             | muntanya     |         | 41° 24′ 46″ N, 0° 48′ 17″ E / 41.41269444°N,0.80477778°E 554.6 msnm |           |                      | Modifica les dades a Wikidata |
|        | Punta del Pouet       | Cervià de les Garrigues les Borges Blanques | muntanya     |         | 41° 26′ 41″ N, 0° 52′ 40″ E / 41.44466667°N,0.87769444°E 654 msnm   |           | Punta del Pouet      | Modifica les dades a Wikidata |
|        | Punta dels Marquesos  | Cervià de les Garrigues les Borges Blanques | muntanya     |         | 41° 27′ 07″ N, 0° 52′ 17″ E / 41.4519°N,0.871417°E 655 msnm         |           | Punta dels Marquesos | Modifica les dades a Wikidata |
|        | Tossal de Sant Blai   | Cervià de les Garrigues                     | muntanya     |         | 41° 26′ 25″ N, 0° 51′ 08″ E / 41.4403°N,0.852348°E 608.3 msnm       |           | Tossal de Sant Blai  | Modifica les dades a Wikidata |
|        | Tossal de les Forques | Cervià de les Garrigues                     | muntanya     |         | 41° 25′ 45″ N, 0° 51′ 43″ E / 41.42913889°N,0.86205556°E 501.4 msnm |           |                      | Modifica les dades a Wikidata |
|        | Tossal de les Voltes  | Cervià de les Garrigues                     | muntanya     |         | 41° 25′ 55″ N, 0° 51′ 16″ E / 41.432°N,0.854378°E 526.3 msnm        |           |                      | Modifica les dades a Wikidata |

## Misc
| imatge | Nom                                          | Ubicat a                                                       | instància de                                   | Detalls                                                                      | coordenades | Protecció                                            | Commons (més fotos)                   | Dades a WD                    |
| ------ | -------------------------------------------- | -------------------------------------------------------------- | ---------------------------------------------- | ---------------------------------------------------------------------------- | --- | ---------------------------------------------------- | ------------------------------------- | ----------------------------- |
|        | Cervià de les Garrigues                      | Cervià de les Garrigues                                        | entitat singular de població capital municipal | 640 hab                                                                      | 41° 25′ 29″ N, 0° 51′ 33″ E / 41.42469365°N,0.85919872°E 442 msnm                                                                             |                                                      |                                       | Modifica les dades a Wikidata |
|        | Construccions de pedra seca                  | Cervià de les Garrigues                                        | cabana de volta                                | Estil: arquitectura popular                                                  | 41° 26′ 43″ N, 0° 52′ 34″ E / 41.44539°N,0.87614°E                                                                                            | bé integrant del patrimoni cultural català           |                                       | Modifica les dades a Wikidata |
|        | Cooperativa del Camp                         | Cervià de les Garrigues                                        | edifici                                        | Estil: noucentisme                                                           | 41° 25′ 27″ N, 0° 51′ 44″ E / 41.42428°N,0.86209°E ca:Carrer d'Albi, 83                                                                       | bé integrant del patrimoni cultural català           |                                       | Modifica les dades a Wikidata |
|        | Marquesos                                    | Cervià de les Garrigues                                        | vèrtex geodèsic                                | Alt: 1.2m                                                                    | 41° 26′ 41″ N, 0° 52′ 40″ E / 41.444675°N,0.877681°E 654.531 msnm                                                                             |                                                      |                                       | Modifica les dades a Wikidata |
|        | Pas de la Pobla                              | Cervià de les Garrigues                                        | pont                                           | Travessa: riu de Set                                                         | 41° 25′ 04″ N, 0° 52′ 10″ E / 41.4177656229213°N,0.869564478190445°E                                                                          |                                                      |                                       | Modifica les dades a Wikidata |
|        | canal Segarra-Garrigues                      | Noguera Segarra Urgell Garrigues                               | canal                                          | Desemboca: riu de Set                                                        | 41° 56′ 09″ N, 1° 12′ 19″ E / 41.935923055555556°N,1.205238888888889°E 41° 27′ 06″ N, 0° 45′ 30″ E / 41.45165194444444°N,0.7583730555555556°E |                                                      | Canal Segarra-Garrigues               | Modifica les dades a Wikidata |
|        | casa consistorial de Cervià de les Garrigues | Cervià de les Garrigues                                        | casa consistorial                              | Arquitecte: Francesc de Paula Morera i Gatell Estil: arquitectura modernista | 41° 25′ 28″ N, 0° 51′ 33″ E / 41.42449°N,0.85916°E                                                                                            | bé cultural d'interès local                          | Ajuntament de Cervià de les Garrigues | Modifica les dades a Wikidata |
|        | castell de les Besses                        | Cervià de les Garrigues                                        | castell                                        | Estil: arquitectura romànica 13rd century                                    | 41° 25′ 50″ N, 0° 49′ 41″ E / 41.4305694444°N,0.827983333333°E ca:Al despoblat de les Besses, a ponent de Cervià 428 msnm                     | bé d'interès cultural bé cultural d'interès nacional |                                       | Modifica les dades a Wikidata |
|        | cova de les Gralles                          | Cervià de les Garrigues                                        | cova                                           |                                                                              | 41° 26′ 32″ N, 0° 47′ 38″ E / 41.4423520912098°N,0.79398543602605°E                                                                           |                                                      |                                       | Modifica les dades a Wikidata |
|        | el Molinet                                   | Cervià de les Garrigues                                        | nucli de població                              |                                                                              | 41° 25′ 18″ N, 0° 53′ 43″ E / 41.421605965991°N,0.89517083872991°E                                                                            |                                                      |                                       | Modifica les dades a Wikidata |
|        | els Bessons                                  | Juneda les Borges Blanques Cervià de les Garrigues Castelldans | àrea protegida Pla d'Espais d'Interès Natural  | 1992 Superfície: 425.5916ha                                                  | 41° 27′ 55″ N, 0° 50′ 48″ E / 41.4653°N,0.8468°E                                                                                              |                                                      | Els Bessons (espai protegit)          | Modifica les dades a Wikidata |
|        | les Besses                                   | Cervià de les Garrigues                                        | antic assentament despoblat                    |                                                                              | 41° 25′ 49″ N, 0° 49′ 41″ E / 41.430303°N,0.82804°E 400 msnm                                                                                  |                                                      |                                       | Modifica les dades a Wikidata |
|        | riu de Set                                   | Garrigues Segrià                                               | curs d'aigua                                   | Desemboca: Segre Llarg: 45km                                                 | 41° 21′ 12″ N, 0° 57′ 01″ E / 41.353224°N,0.950175°E 41° 33′ 52″ N, 0° 33′ 19″ E / 41.564403°N,0.555266°E                                     |                                                      | Riu de Set                            | Modifica les dades a Wikidata |
|        | vall dels Marquesos                          | Cervià de les Garrigues                                        | indret                                         |                                                                              | 41° 27′ 15″ N, 0° 51′ 30″ E / 41.454098°N,0.858307°E                                                                                          |                                                      |                                       | Modifica les dades a Wikidata |